# مقاطعة بخته آباد
مقاطعة بخته‌آباد (بالإنجليزية: Pakhtaabad District)‏ هي مقاطعة تقع في أوزبكستان في ولاية أنديجان. يقدر عدد سكانها بـ 147,500 نسمة ومساحتها 290 كم2 .